# テイラーワークス
株式会社テイラーワークス（英: Tailor Works,Inc.）は、東京都渋谷区に本社を置き、共創コミュニティプラットフォーム「Tailor Works」を運営する日本の企業である。

## 概要
2018年に山本浩之、難波弘匡により創業された。共同代表である山本と難波は、前職の株式会社メジャースにおいてGoogle社など外資系ITクラウドソリューションの啓蒙活動を支援しており、47都道府県でのプロモーションを実施していた。スタートアップ企業とのネットワークを構築するとともに、ユーザーコミュニティといったビジネスコミュニティの黎明期から施策立案、企画、運営に関わる中で、各地域のビジネスコミュニティに適したマーケティングの必要性と課題を実感。社会課題解決のノウハウを汎化するべくコミュニティで地域課題を解決する仕組みを構想し、Tailor Worksの開発・運営に至った。
本社は東京都渋谷区の渋谷スクランブルスクエア内だが、全社員フルリモートのコミュニティ型組織運営をとり、北は北海道、南は石垣島まで、全国各地から社員が加入している。

## 沿革
- 2018年
  - 5月 - 東京都目黒区において株式会社ミライズ設立
  - 9月 - 東京都渋谷区に本社移転
- 2019年
  - 8月 -  株式会社テイラーワークスに商号変更
- 2020年
  - 5月 - オフィスレスのフルリモート企業へ移行
  - 10月 - 『Tailor Works』リリース
  - 11月 - 内閣府「地域未来構想20・オープンラボ」に専門家企業として参画
  - 12月 - ISO/IEC27001認証を取得
- 2021年
  - 3月 - 「コミュニティビジネスアワード2020」特別賞を受賞[1]
  - 3月 - 静岡銀行と業務提携
  - 8月 -  株式会社きらぼしコンサルティング及び株式会社きらぼし銀行を引受先とする第三者割当増資を実施[2]
  - 12月 - ISO/IEC27001認証を取得
- 2022年
  - 3月 - 株式会社コムレイズ・インキュベートを引受先とする第三者割当増資を実施
  - 3月 - 株式会社池田泉州銀行等が出資する「関西イノベーションネットワーク投資事業有限責任組合」を引受先とする第三者割当増資を実施[3]
  - 3月 - 株式会社常陽キャピタルパートナーズとの資本提携及び株式会社常陽銀行との業務提携
  - 5月 - AWSのアクセラレータープログラムに参加
  - 6月 - Plug and Play Japanのアクセラレータープログラムに採択[4]
  - 7月 -「Smart City Osaka Pitch 2022」優秀企業に選定[5]
  - 9月 -「東洋経済 すごいベンチャー100 2022」選出[6]
  - 10月 - 株式会社Relicと資本業務提携
- 2023年
  - 4月 - 株式会社FFGベンチャービジネスパートナーズ、MZ Web3ファンド、株式会社ユニバースフロンティア、株式会社コムレイズ・インキュベートを引受先とする第三者割当増資を実施

## 製品・サービス
- Tailor Works - 共創コミュニティのプラットフォーム。